# Bokuy-Ouest
Bokuy-Ouest est une commune rurale située dans le département de Béréba de la province de Tuy dans la région des Hauts-Bassins au Burkina Faso.

## Géographie
Bokuy-Ouest se trouve à 6 km au sud-ouest de Béréba près de la ligne d'Abidjan à Ouagadougou.

## Santé et éducation
Le centre de soins le plus proche de Bokuy-Ouest est le centre de santé et de promotion sociale (CSPS) de Béréba.